# 감중
이 문서의 광둥어 명칭 ("감중")은 위키백과 자체의 광둥어 표기법을 따른 것입니다. 따라서 통용 표기법과는 다를 수 있습니다.

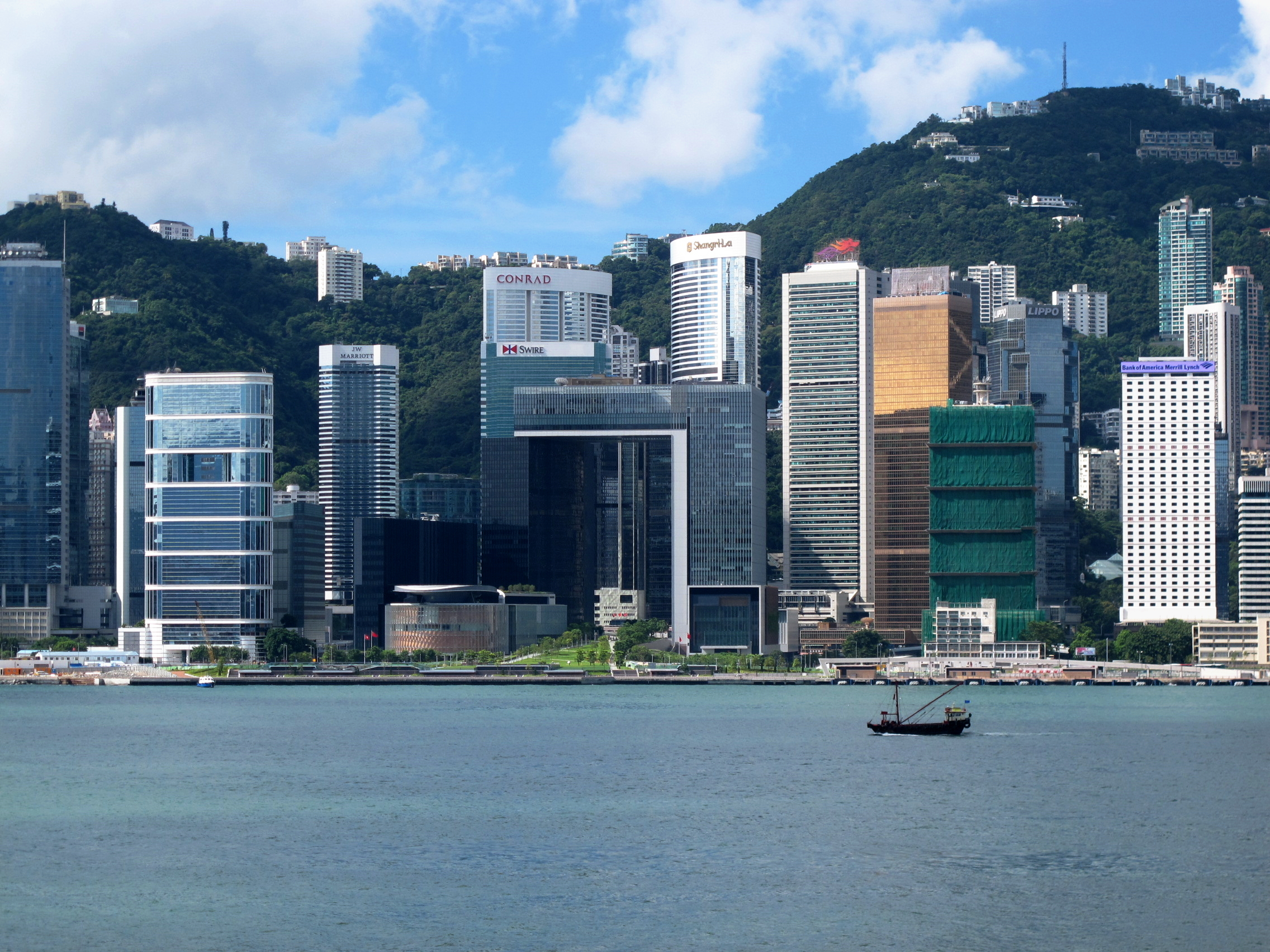
감중의 모습

감중(중국어 간체자: 金钟, 정체자: 金鐘, 병음: jīn zhōng 진중[*], 영어: Admiralty)은 홍콩 홍콩섬 중심부의 상업, 주택가이다. 해군 본부라는 의미를 가진 애드미럴티(Admiralty)라는 영어식 명칭은 한때 이곳에 있던 영국 해군 기지 애드미럴티 독(Admiralty Dock)에서 유래하였다. 중국어명인 '감중'은 문자 그대로 금으로 된 종이란 뜻이며, 웰링턴 배럭에서 시간알림으로 쓰던 종이 금도금되어 있었다는 점에서 비롯된 이름이다. 중시 구의 서쪽 끝에 위치해 있으며 동쪽으로는 완자이, 북쪽으로는 빅토리아 항과 마주한다.

## 역사
감중은 19세기까지만 해도 영국군이 주둔하던 군사지역이었다. 이들은 웰링턴 배럭 (Wellington Barracks), 머레이 배럭, 빅토리아 배럭, 애드미럴티 독 등의 막사를 지었다. 세월이 흐르고 홍콩섬 북부에 시가지가 형성되기 시작하자 군사시설이 섬 한가운데를 가로막는 모양새가 되었다. 홍콩 정부 당국은 두 도심을 잇기 위해 영국군 기지를 이전하려고 수차례 시도하였으나 매번 거절되다가 1970년대에 들어서야 부지가 조금씩 정부측에 반환되기 시작했다. 정부는 반환받은 부지를 상업지구와 공원으로 개발하였고 이것이 지금의 감중 지구가 된 것이다.
1878년 이곳에 지어졌던 홍콩 조선소 역시 70년대 들어서 철거됐고, 그 자리에 감중 지하철역 (애드미럴티 역)이 들어서게 되었다. 지하철역 완공 후에는 중완보다 감중이 더 널리 알려질 정도로 번화가로 변모하였다. 2014년 홍콩 시위, 일명 우산 혁명 당시에는 시위대에 의해 감중 곳곳이 점령되기도 하였는데, 시위의 영향으로 이들 거리를 우산 광장이라 이름하기도 하였다.

## 명소
감중의 빌딩은 주로 사무빌딩, 정부청사, 쇼핑센터, 호텔 등이 대부분이다. 건물 외에도 홍콩 공원, 타마르 공원, 하코트 공원 등의 공원들도 자리해 있다.
최근에 들어선 주요 시설로는 2011년에 완공된 타마르 단지의 정부총부이다. 빅토리아 항만을 마주보고 있는 이곳은 행정장관판공실과 입법회 종합 빌딩, 중앙정부 청사 등이 자리해 있는 행정복합단지이다. 이밖에도 다음과 같은 시설이 있다.
- 애드미럴티 센터
- 뱅크 오브 아메리카 타워
- 주홍콩 영국 총영사관
- 중국인민해방군 주홍콩부대 빌딩
- CITIC 타워
- 극동금융센터
- 고등법원 빌딩
- 리포 센터 - 주홍콩 타이베이 경제문화판사처
- 퍼시픽 플레이스 - 쇼핑몰, 호텔, 사무단지 등이 있는 복합단지. 1988년부터 1991년 사이에 단계적으로 완공된 건물들로, 감중 역과 지하보도로 연결된다. 이후 차세대 단지로 '스리 퍼시픽 플레이스'가 완자이에 생겼다.
- 감중도 정부합서
- 퀸스웨이 플라자 - 감중 역 위에 자리한 쇼핑센터

## 교통
감중을 지나는 주요 도로로는 퀸스웨이 (Queensway, 감중도)와 하코트 로 (Hacourt Road)가 있다. 두 도로 모두 서쪽의 중완과 동쪽의 완자이를 잇는다. 그밖에는 로드니 가와 팀메이 가 등의 거리가 있다. 퀸스웨이를 따라서 홍콩 트램도 운행된다. 감중 일대의 빌딩은 대부분 중구행인천교로 연결되며 중완 서부까지 이어지는 길목도 있다.
감중으로 가는 철도 교통으로는 홍콩 지하철의 피크트램과 감중 역이 있다. 감중 역은 공도 선, 췬완 선, 남공도 선이 만나는 환승역이다. 훗날 사틴-중완 선의 종착역이 될 예정이다. 역 지상부에는 감중 이스트 대중교통 터미널이 자리해 있다.